# Kuba Jurzyk
Kuba Jurzyk (ur. 15 lutego 1992 w Grodzisku Mazowieckim) – polski wokalista i aktor dubbingowy. Nagrywa piosenki w gatunku pop, soul, rhythm and blues, blues i funk.

## Życiorys
Absolwent stołecznego LXXV Liceum Ogólnokształcącego im. Jana III Sobieskiego. Ukończył również Państwową Szkołę Muzyczną I stopnia im. T. Bairda o specjalności: saksofon oraz Koncertowe Centrum Edukacji Muzycznej Zespołu Państwowych Szkół Muzycznych im. Fryderyka Chopina w Warszawie o specjalności: wokalistyka estradowa.
W 2013 wziął udział w przesłuchaniach do szóstej edycji programu TVN Mam talent!, jednak mimo przychylności jurorów nie został zakwalifikowany do etapu półfinałowego. W 2014 został finalistą czwartej edycji programu X Factor. Rozpoznawalność zyskał dzięki współpracy ze Studiem Accantus.
Użyczył głosu w wielu produkcjach Disneya, Netflixa i Amazona. 
W lutym 2023 wydał swój debiutancki album studyjny pt. Pierwszy, który promował singlami: „Czego chcieć więcej”, „Popatrz na niebo” i „Cały świat”.

## Dyskografia
Albumy studyjne
- Pierwsza (2023)

Single
- 2015 – „Być dla kogoś”[11] – 2x platynowa płyta[12]
- 2018 – „Uzależniony”
- 2020 – „Bądź na święta”
- 2021 – „Czego chcieć więcej”
- 2021 – „Popatrz na niebo”
- 2021 – „Cały świat”

## Filmografia
Role dubbingowe
- 2013: Akademia tańca
- 2017: Garderoba Julie – Gus

Wykonanie piosenek
Spis sporządzono na podstawie materiału źródłowego.
- 2015: Lwia Straż (odc. 2)
- 2015: Magiczna przystań
- 2016: Elena i sekret Avaloru (utwory: „Duch Avaloru” i „Mój czas (repryza)”)
- 2016: Elena z Avaloru (odc. 20-21)
- 2016: Vaiana: Skarb oceanu (wokalista w „Na drodze tej” oraz partie chóralne)
- 2017: Kacze opowieści (piosenka tytułowa)
- 2017: Piękna i Bestia („Bella”, „Gaston”, „Bestii – śmierć”)
- 2018: Mała Stopa – chór („Dobrze jest jak jest”, „On ma stresa”, „Więcej pytań”)
- 2019: Aladyn – chór („Arabska noc”, „O skok”, „Nie ma takich dwóch jak jeden ja”, „Książę Ali”)
- 2019: Kraina lodu II